# 湯瑪斯·巴克禮
湯瑪斯·巴克禮（白話字：Pa-khek-lé ，1849年11月21日—1935年10月5日），生於英國蘇格蘭格拉斯哥，長老教會的傳教士、語言專家。巴克禮於1875年6月5日 （25歲）抵達臺灣打狗（今高雄），主要於台南宣教，設立台南神學院，1895年起，歷經台灣日治時期。他在1935年10月5日病逝於台南，總計一生奉獻給台灣60年。

## 早年
1849年11月21日，巴克禮出生於蘇格蘭格拉斯哥，是家中五個兄弟最年幼的，還有一個妹妹。巴克禮的祖先來自法國，於1685年因為新教徒身分移民至蘇格蘭東部法夫 (香港譯: 快富，Fife) 地區，以造船業為生。一百年後，巴克禮的曾祖父 (Thomas Barclay) 才搬到西部的格拉斯哥海港，他是一名鞋匠，雖然出身卑微，卻熱愛研究神學，曾贊助設立加爾文學院 。由祖父開始，巴克禮的全家即深受17世紀德國敬虔主義的薰陶，父親為布商，參加格拉斯哥聖約翰教堂，因此，巴克禮從小即在充滿基督教氣氛的家庭中長大。
1864年，巴克禮(15歲)由於聰穎好學，進入格拉斯哥(Glasgow)大學就讀。他對數理之研究頗有心得，且對於電氣知識方面的見解亦頗為豐富。
1865年，在他16 歲生日之際，他寫下為上帝獻身的誓約，將自己奉獻給神、終身為上帝使用。之後，巴克禮每年生日時，都重新更正獻身誓約內容並簽名於上。大三時，巴克禮和 John Campbell Gibson 和 Dugald Mackichan 成為好友，稱為「格拉斯哥三傑」(Glasgow Three)，是當時最優秀的。在 William Thomson 的允許下，巴克禮和 John Campbell Gibson 作電介體 (dielectrics)的特殊電感應容量的測量，他們的研究成果後來被列入 William Thomson 論文中，使他能踏入皇家學會，姓名被刊登在大英百科全書中。
1869年，巴克禮和Dugald Mackichan、John Campbell Gibson 進蘇格蘭自由教會神學院（Free Church College, 今於格拉斯斯哥大學內西側）。1872年，在神學院即將畢業之際，校長邀集一群學生聽當時在中國廈門擔任宣教師杜嘉德(Carstairs Douglas，1830-1877)的演說，校長是杜嘉德的哥哥，當時杜嘉德正在印製「廈英大辭典」之鉅作。巴克禮因而認識杜嘉德。
1873年，巴克禮赴德國萊比錫大學(Leipzig University)進修。當時正好是中國宣教大復興之時，而中國汕頭和福爾摩沙(台灣)尚缺人手，巴克禮認為自己的腿長，比較適合走福爾摩沙的山路。「格拉斯哥三傑」另外二人: Dugald Mackichan 去印度孟買 Wilson College 當校長；John Campbell Gibson(汲約翰)到中國汕頭宣教，而巴克禮的妹妹後來嫁給他。

## 在台灣宣教

### 清治時期在高雄(1875年6月5日-1876年底)
巴克禮於1874 年9月19日，由英國的利物浦(Liverpool)出發，歷時三個月，1874年12月18日抵達廈門，開始學習廈門話。當時台灣人口250萬以上，百分之九十是十七世紀自中國福建泉漳和廣東潮州移民來的福佬人後裔，另一部分是來自福建和廣東兩省的客家人，因此福爾摩沙的語言是與廈門和福建閩南人所講的高度相似。而英國長老教會差派到台灣的宣教士已經有: 馬雅各(1865)、李庥(1867)、甘為霖(1871)、德馬太(1871)。
1875年6月5日，在打狗登陸，暫居旗後，向打狗（今高雄）的李庥（Hugh Ritchie）學習傳教，成為英國長老教會(英格蘭長老會)第5位赴台的宣教師（第3位牧師）。巴克禮以非常貧乏的語言能力肩挑了教區內12間教會之重任。那個時候，英國長老教會在台灣的宣教事工已經進行十年之久，而馬雅各醫生在台南受迫害的情形已成為歷史，宣教工作已經傳入講台灣話的山腳下平埔族區域了，有些整個村落全部村民集體信教。同年12月21日，台灣北部傳道人在台南府城開會，巴克禮受邀以台灣話講道。
巴克禮牧師初到台灣即受到瘧疾的侵襲，幸好得到旗後醫館的萬醫生醫治得以痊癒。（李庥牧師也是感染瘧疾而病死台灣）
為了使教會往下紮根並建全發展，因此迫切需要培育本地籍的傳教人才。馬雅各醫生於1869年7月在二老口（今衛明街）醫館創設「信徒造就班」，得吳桑江協助，提升為「傳道者速成班」(Communicants' Class)。1875年，新樓建成後甘牧師將它接過來，改為「傳教師養成班」（Students' Class），由廈門美國歸正教會盧良教師指導，有7名學生在甘牧師館樓下上課。

### 清治時期在台南(1876年底-1895年10月20日)
1876年，巴克禮從打狗至台南，一年後(1877年)，巴克禮才正式將這兩地的「傳教師養成班」合併，命名為「大學」(Toa-oh)“Capital College”，
巴克禮擔任校長，教師有李庥(Hugh Ritchie, 1840-1879)、施大闢(David Smith)及甘為霖3人，教室1間（二老口舊樓禮拜堂的正廳授課），宿舍1棟，學生13人(旗後的6名學生遷過來，甘牧師館樓下的7名)，這就是台南神學院創設的由來。
當時「大學」治學的情況，是由宣教師每週固定教課。有兩位來自廈門的教師教漢文: 貢生王世傑教漢文課，盧良（字英康，廈門鼓浪嶼人，1852年於廈門美國歸正教會領洗）教漢文也是舍監，他同時負起輔導管理神學生之重責。課程設計包含基礎教育及屬靈課程，教材部分從中國購買，部分自英國寄來。李庥講授舊約及地理天文，他甚至用大望遠鏡讓學生窺看土星、木星、月球旋轉形狀；甘為霖分解新約每本的內容及耶穌事蹟權能比譬內裡；施大闢說明創世記12根源、相對反、地質學、物理；巴克禮講授出埃及記、羅馬書、保羅傳、算術、史記、寫真，各行星軌道的運行狀況，且有雜錄、論文…。學生主要來自鄉下貧窮農家子弟，因此，學校發給每人每月生活費3元，而當時傳道師每月僅6元薪水。每週學生組隊露天佈道，例如: 1887年春天府城科舉考試，學生們到考場附近發福音單張、基督教書籍、露天佈道。
1877年1月10日，首屆英國長老教會的「台南教士會」(Tainan Mission Council)在府城舉行，甘為霖為召集人，巴克禮擔任書記。同年4月，巴克禮受派前往上海，參加5月在該地舉行的首屆宣教師會議。
在19 世紀中葉，當時台灣社會遍佈文盲，能懂漢文的實在太少。巴克禮期待全台灣的人都能夠信仰上帝，為了能使福音生根於台灣，他積極推動白話字運動(亦即羅馬字拼音)。為配合白話字運動的推行，巴克禮特別構思籌劃設立專門印製白話字的出版部門，以方便印行白話字的教學教材。
1880年，馬雅各宣教師由英國捐回台灣第一部羅馬字印刷機。1881年9月2日，巴克禮第一次休假回英國，10月17日從淡水乘船離台，11月30日抵達倫敦，在故鄉學習印刷技術。1884年1月6日，他假期屆滿返台。
1884年5月24日，借用新樓醫院東北角的一間房子做為機房，開始印刷的工作，此為台灣教會公報社之創立。巴克禮名其書房為「聚珍堂」，俗稱「新樓書房」。這是台灣最早印刷術之開始。
1884年7月，巴克禮往山地教會巡視，罹患瘧疾，為了療養身體，乘船到汕頭。同年清法戰爭，法軍艦攻擊台灣，住在台灣的宣教師避難到廈門。1885年1月，巴克禮乘帆船回台灣。
1885年7月（光緒11年6月），巴克禮主持台灣府城教會報（Taiwanfoo Church News）第一號（今日之台灣教會公報創刊號）在台南聚珍堂（新樓）出刊。創刊號只有 4 頁，第三號起增為 8 頁。
1885年7月19日，發生「二崙事件」。由於二崙（今屏東縣內）當地村民對客家信徒說蓋教會的地點是龍的頸，在那裡蓋房子會毀村子，巴克禮受派赴二崙解決。7月19日禮拜日早上，聚會時數十名青年包圍教堂侮辱信徒，並以糞便潑得巴克禮全身，他卻溫和的對暴徒說：「朋友，你們這樣做太可惜，把它用在田裡稻子會長得更好。」
1885年9月21日，長榮中學創立，招收 10 個學生，遷移到新樓的新校舍。

### 結婚
1891年4月，巴克禮第二次返國述職。並於隔年11月18日與蘇格蘭護士伊莉莎白(Elisabeth A. Turner, 1858/6/23 - 1909/7/11)結婚。
1893年2月15日，巴克禮偕夫人返台。巴克禮夫人以自身的醫療專業背景，將醫療與宣教結合，來服務早期的台灣百姓。

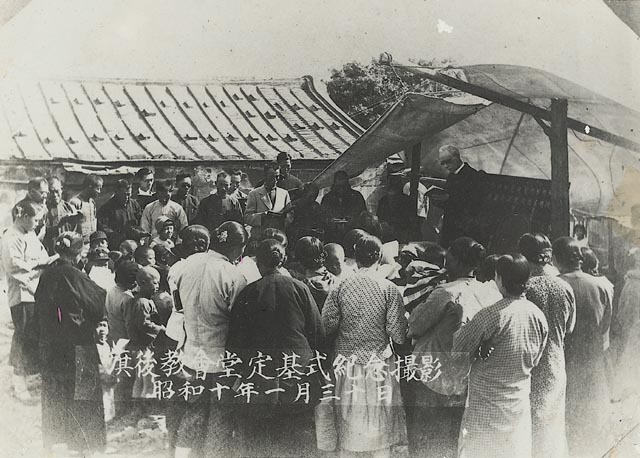
巴克禮牧師於1935年過世前在高雄應邀主持旗後教會會堂定基式

### 日治時期在臺南

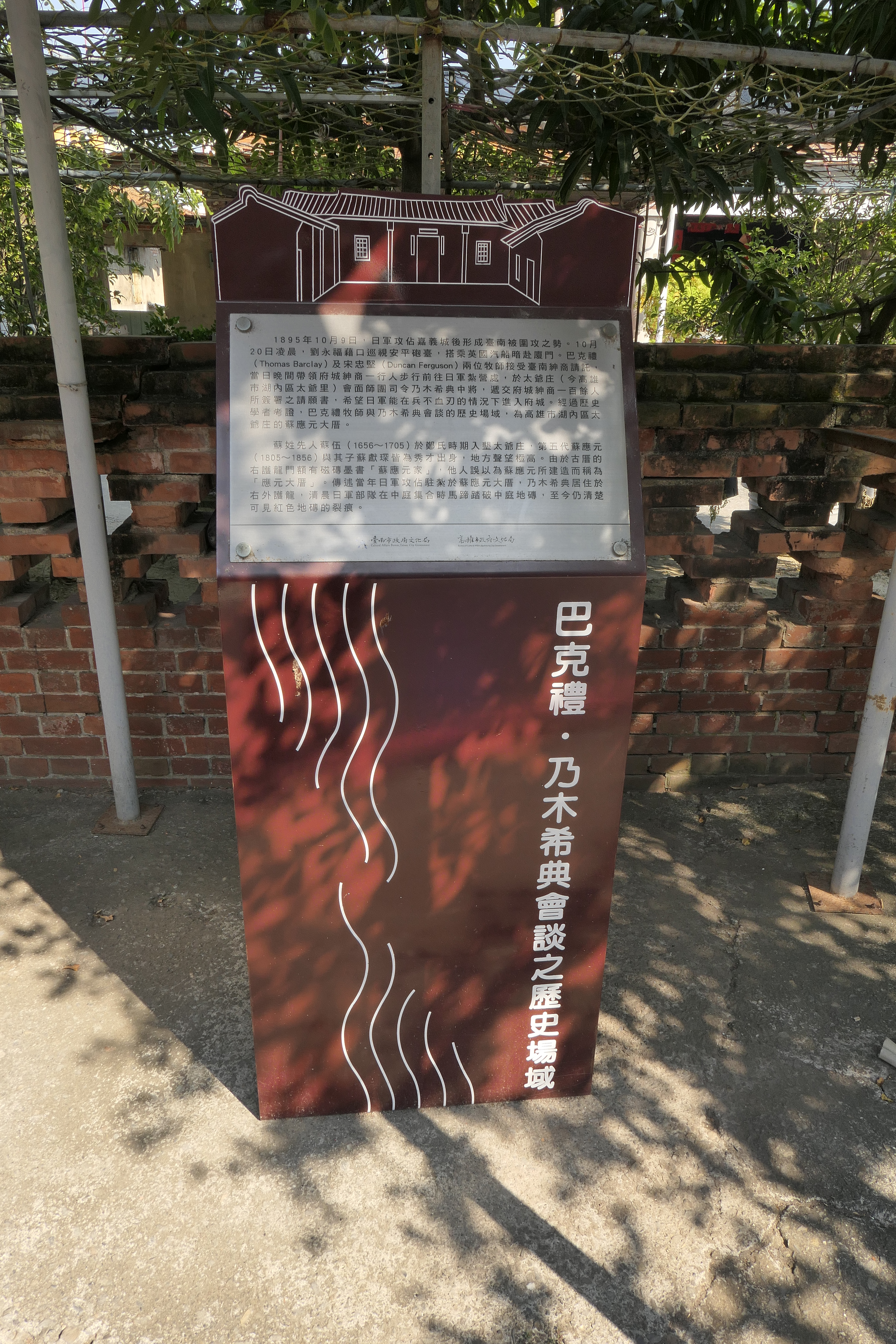
巴克禮與乃木希典會談歷史場域解說牌

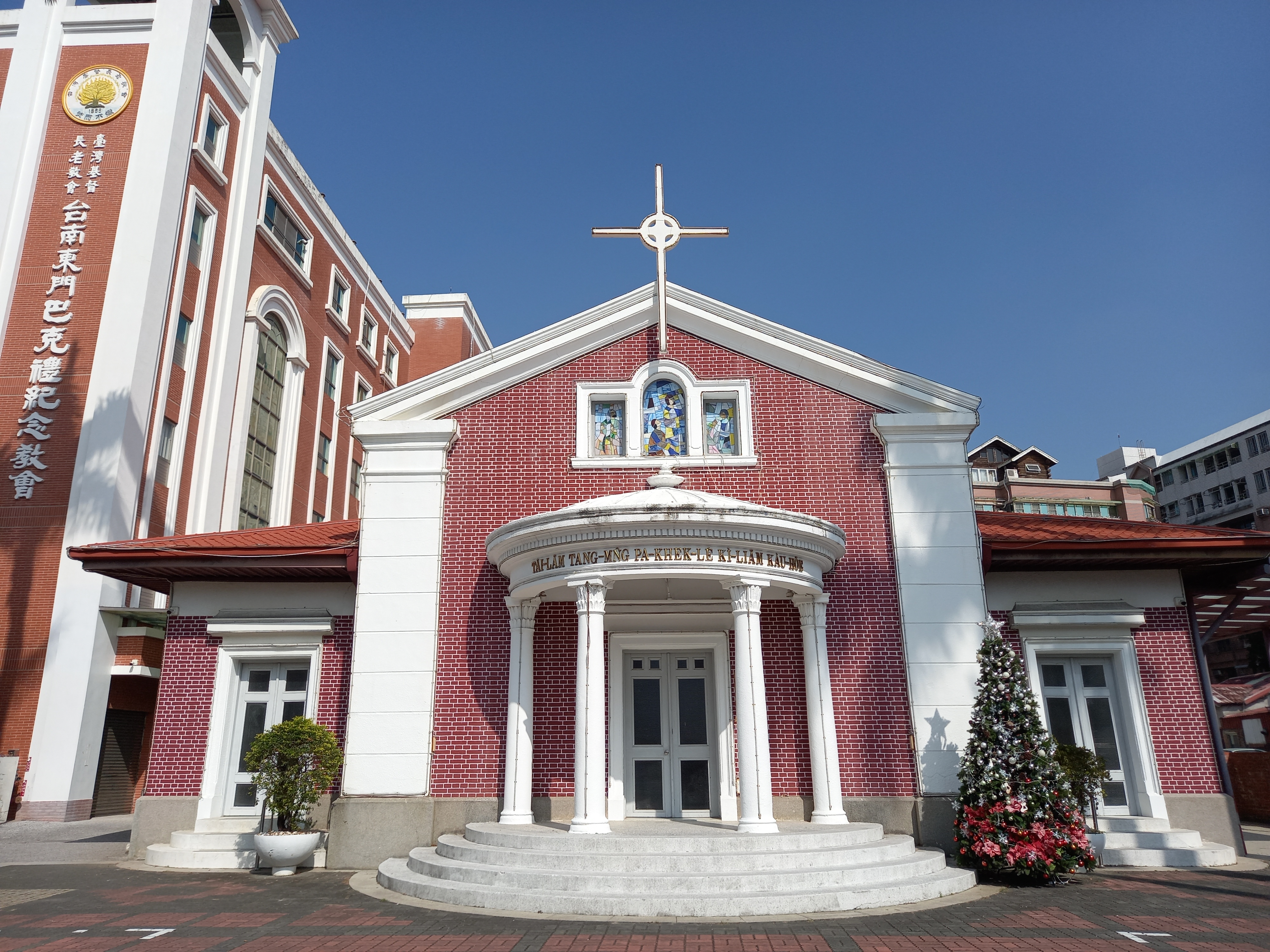
臺南東門巴克禮紀念教會

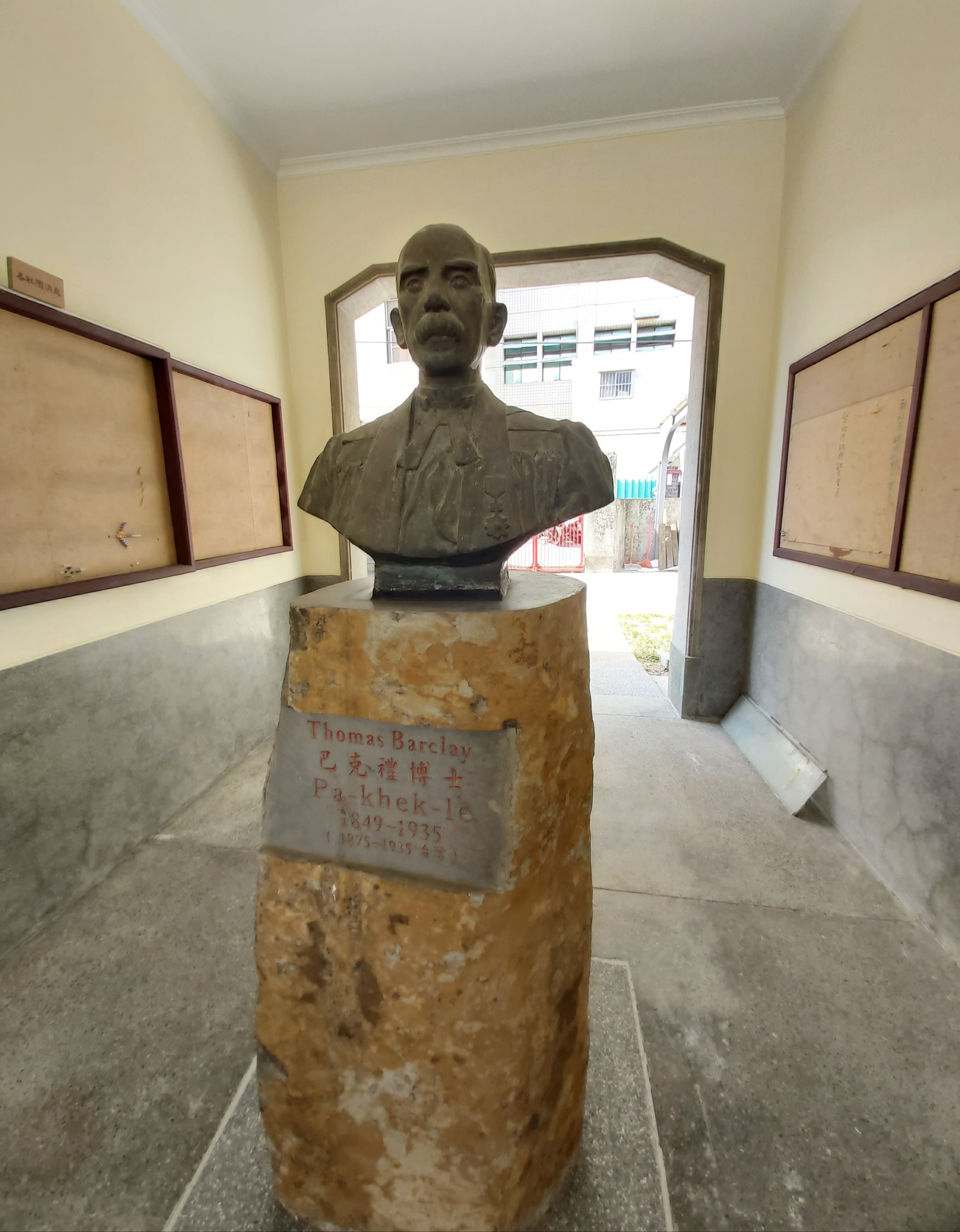
臺南神學院內的巴克禮胸像

1895年4月17日《馬關條約》簽定，清國將台灣割讓給日本，唐景崧與劉永福等人建立台灣民主國，聯絡台灣士紳，希望抵抗日本統治，爆發乙未戰爭。6月4日傍晚，台灣民主國總統唐景崧化妝成老婦逃出臺北，劉永福繼任台灣民主國總統。日軍挾現代化武器，擊敗各地反抗軍南下。乙未戰爭末期，日軍的主力部隊近衛師團由台北南下，而增援的部隊，分從嘉義布袋、屏東（舊稱阿猴）枋寮登陸，攻向當時台灣民主國的最後的大本營台南。
1895年7月下旬，巴克禮並由夫人陪同，前往廈門。8月4日，去日本休養。10月12日，巴克禮由廈門回到台南府，那時台南城尚稱平靜，由黑旗軍首領劉永福控制。此時民眾獲悉基督徒中有日本人潛伏，引發眾怒，多處有搜捕基督徒的情形，10月14日夜間，發生台灣教會史上著名的「麻豆事件」，信眾中被殺害有15人、受累者4人，計19人，最為慘烈。
當日軍「南進軍司令部」準備以兩師團之兵力圍攻台南城之際，劉永福棄守台南城內渡清國廈門，台南士紳懇請巴克禮牧師及宋忠堅牧師(Duncan Ferguson,1860 - 1923)向乃木希典將軍求和。
兩位牧師於10月20日在19名護衛的陪同下，攜帶上百位仕紳具名簽署的委託書前往交涉。巴克禮一行人沒有轎夫敢前往日軍軍營的狀況下，只能帶著請願書，徒步出發。為了避免遭誤擊，他與同行者在黑暗提燈前行，並手執英國國旗、唱著詩歌，持續走了幾英里，直到舉槍的日軍喝令他們停止、帶回盤查。10月21日清晨，巴克禮一行人抵達日軍駐紮的二層行溪畔（今嘉南藥理大學對面二行社區一帶），會見日軍前衛部隊司令官山口素臣。而後巴克禮牧師等人被帶到太爺（高雄市湖內區）的蘇家古厝，會見領軍的日本將領乃木希典。乃木得知眾人來意後，承諾日軍將不流血和平進城。於是巴克禮與隨行的臺灣人做為前導，帶領1000名騎兵和步兵排列成縱隊入城，臺南市民無一人受害。
巴克禮牧師引導日軍由臺南府城小南門入城，使得日軍不流血和平入城，此舉保全了五萬台南府城人免受兵燹。1897年，巴克禮和宋忠堅因引日軍入城有功，獲日本明治天皇授予五等旭日勳章，台南市民亦頒贈一件捲軸給他，以表達感謝之意。
1898年，巴克禮夫婦返回英國休假，演講台灣情況，籌募台南神學院建校基金一千英鎊。
1901年1月12日，巴克禮假期屆滿返台。5月15日，台南教士會以700元在新樓宣教師館對面購買新地，作為神學校新舍用地。1902年4月9日，台南神學院開始新校舍建築工事。1903年2月17日，台南神學院建成。
1907年7月17日，巴克禮夫婦前往汕頭休養。1908年2月1日，巴克禮夫婦休假離開台南，7日自基隆起程回英國。
1909年7月11日，巴克禮夫人病逝於上海，得年51歲，葬於上海外國人公墓內。
1913年4月11日，巴克禮前往廈門翻譯新約聖經，神學院分別由廉德烈牧師 (A.B. Nielson)、宋忠堅牧師、梅甘霧牧師 (C.N.Moody)、劉忠堅牧師 (Duncan MacLeod)繼任校長之職。
1919年6月，巴克禮因翻譯白話字新約聖經，而榮獲母校格拉斯哥大學頒發榮譽神學博士學位。1918年被英國聖經公會任命為榮譽終身總裁，1921年膺選就任英國長老會首屆總會議長職位。1923年，巴克禮完成杜嘉德所著《廈門音英漢大辭典》的增補工作，由上海商務印書館出版。

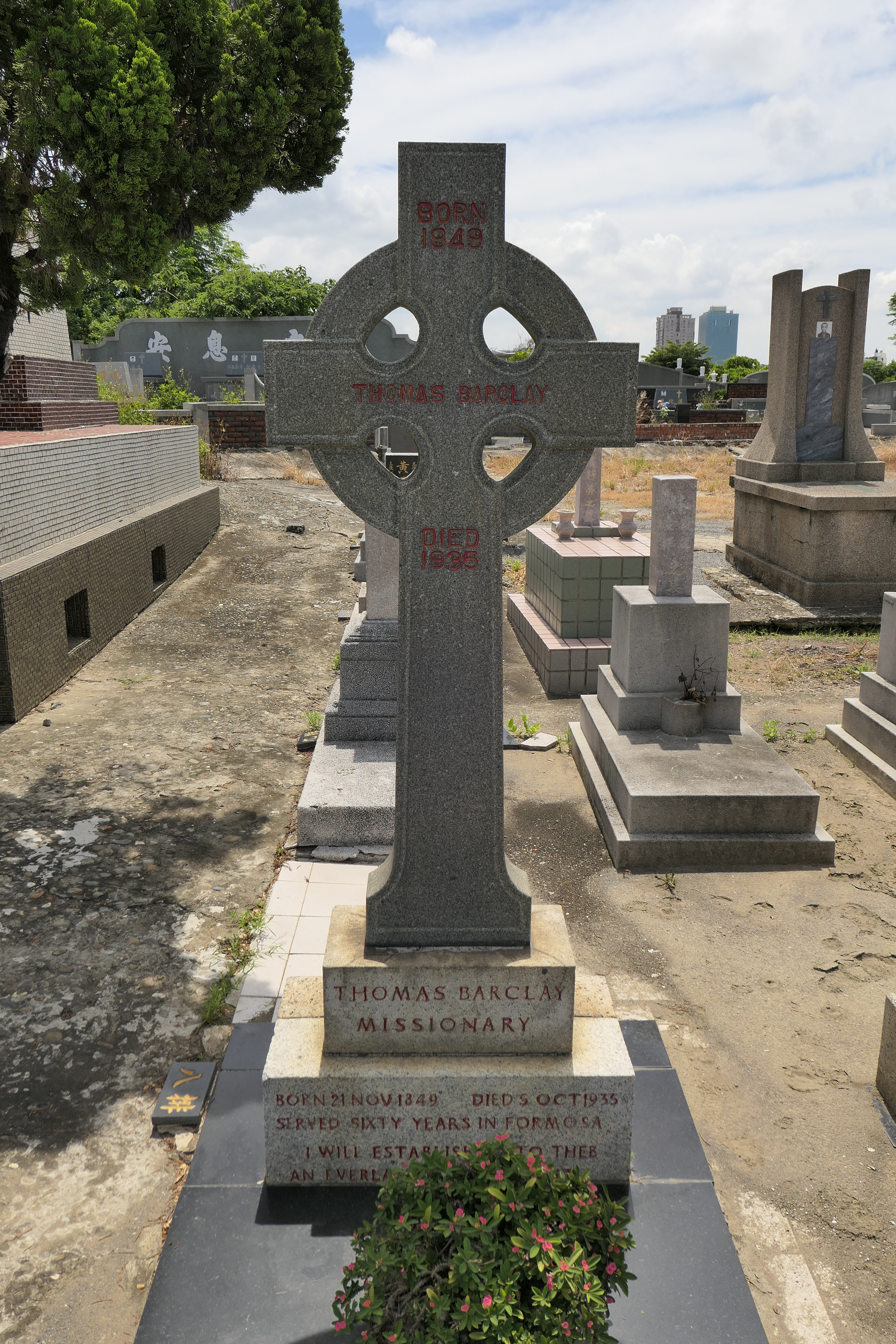
巴克禮墓

巴克禮在台灣傳教一甲子，除了積極推動白話字教育外，最大的成就是建立台南神院。他擔任台南神院第一任校長，不但使神學校的規模擴大，同時引進現代化的制度。值得一提的是，巴克禮不僅教導學生宗教、信仰方面的知識，他也灌輸學生科學方面的知識，如陽曆與農曆的差別、觀察天文、做科學實驗等。其可說是兼俱「宗教家」與「科學家」的精神。他也曾短暫擔任長老教會中學（今長榮高級中學）的校長。
1934年，以84歲高齡，擔任長老會台南中會太平境教會小會議長職。直至1935年10月5日，因腦溢血病逝新樓醫院，享壽85歲。

## 創設《台灣府城教會報》
巴克禮創立了台南聚珍堂（台灣第一家新式印刷機構，俗稱新樓書坊，同時也是教會公報社），馬雅各從英國募得台灣第1台新式活版印刷機，由巴克禮回國學習操作和組裝印刷機，再將印刷機運到台灣（約1881年前後運抵台灣）。巴克禮策劃的台灣基督長老教會機關刊物《台灣府城教會報》，於1885年7月12日創刊，印出遠東地區第一份教會報紙《台灣府城教會報》，也就是今日《台灣教會公報》的前身，這是台灣民間最早的報紙（另一份雜誌是官府辦的官方公報，類似邸報）。由於信徒們喜歡傳閱，發行量直線增加至二千份，長老教會透過印刷教會刊物，保存了許多珍貴的史料，對歷史的傳承深具意義。
目前，印刷機存放於台南長榮中學的校史館暨教會史料館，台南新樓書坊中展示一台複製品。

## 家庭
1892年11月18日，巴克禮在第二次回國時，在格拉斯哥與蘇格蘭護士伊莉莎白（Elisabeth A. Turner）結婚，由 George H. Knight 牧師主持。巴克禮夫人於1858年6月23日出生於蘇格蘭，家中有2個兄弟及4個姊妹，她曾在蘇格蘭接受護理訓練，成為一名合格護士，婚前熱心教會服事和主日學事工。
1893年2月15日，巴克禮偕夫人返台宣教。巴克禮夫人以自身的醫療專業背景，將醫療與宣教結合，來服務早期的台灣百姓，她無論走到哪裡，總是帶著全套的醫療及護理工具，經常把一些需要照顧的病人帶回自己的家照顧。巴克禮夫人習慣將宣教趣聞以書信方式寫給家鄉朋友，主要對象是年輕人，有些文稿印在「從遙遠的福爾摩沙寄信給青少年朋友」 (Letters from Far Formosa to Boys and Girls) 一書中。巴克禮夫人常為頭痛之疾所苦，加上常常遠征路程顛簸的台灣東部，長期下來體力耗損極大。
1908年，巴克禮夫婦回國休假，巴克禮夫人體檢之後，進行一次手術，隔年二月再接受一次手術之後，醫生宣布她的生命剩下個月或幾年的光陰，巴克禮夫人知道之後，就立刻決定回台灣，把剩餘的時間用來幫助巴克禮在台灣的宣教工作。他們回程改走陸路，經由西伯利亞到達東北。到達瀋陽市時，巴克禮夫人突然癱瘓不良於行，前往上海就醫，醫生從她腦部取出腫瘤，但她仍於一星期之後1909年7月11日離世，得年51歲，葬於上海外國人公墓內。之後，巴克禮獨自返回台南。

## 紀念
- 台南神學院巴克禮禮拜堂
- 台灣基督長老教會台南東門巴克禮紀念教會 （页面存档备份，存于）
- 巴克禮紀念公園
- 台南市東區巴克禮路[14]

## 延伸閱讀
- 黃招榮，《巴克禮在台灣的傳教研究》，臺南師範學院鄉土文化研究所，2003年
- 〈巴克禮牧師 阻止日軍血洗台南〉，《福爾摩沙事件簿》，三立，2009年1月3日
- 蠢羊，《臺灣名人傳記漫畫：巴克禮【臺文版】》，時報文化，2022年。

## 外部連結
- 乃木軍の台南入城 （页面存档备份，存于），巴克禮記，收於井川直衛著 《バアクレイの面影》台南 基督教真理社 1936年 p.134-141。
- 巴克禮牧師資料照片
- 巴克禮新約聖經詞 （页面存档备份，存于）
- 交涉日軍和平入府城| 台灣教會公報新聞網 （页面存档备份，存于）